# Ли Чжаоцзи
Ли Чжаоцзи (Lee Shau Kee, иер. трад. 李兆基, йель: Lei5 Siu6 Gei1, кант.-рус.: Лэй Сиукэй, пиньинь: Lǐ Zhàojī, палл.: Ли Чжаоцзи; 20 февраля 1928, Шуньдэ, Гуандун — 17 марта 2025, Центральный и Западный округ Гонконга, Гонконг) — китайский бизнесмен. Является основателем, председателем и финансовым директором Henderson Land Development Company Limited.
Согласно списку журнала «Форбс» на 2013 год Ли Чжаоцзи занимает 24 место среди самых богатых людей мира и его капитал оценивают в 20,3 млрд долларов.
Henderson Land Development Co. Ltd. является собственностью и составным элементом компании Hang Seng Index. Эта корпорация является третьей по величине в сфере сделок с недвижимостью. В специализацию компании входит инвестирование, контроль, строительство гостиниц, универмагов и многих других инфраструктур. Ли Чжаоцзи принадлежит приблизительно 61,88 % акционерного капитала.
Являлся председателем гонконгской и китайской газовой кампании. Была основана в 1862 году и является самой старейшей компанией в этой области в своем регионе. Это ведущее предприятие газового обслуживания в Гонконге, которое поставляет 85 процентов газа населению, государственным и коммерческим предприятиям. Согласно официальным документам Henderson Land Development Co. Ltd (HLD), является главным акционером, имея 37,15 % акций. Ли Шауки владелец сети отелей «Miramar».
Председатель, член совета директоров «Sun Hung Kai Properties Limited». Член совета директоров «Hong Kong Ferry (Holdings) Limited».
Почётный гражданин Пекина (1999).

## Личная жизнь и смерть
У Ли было пятеро детей, включая старшего сына Питера Ли Ка-кита и младшего сына Мартина Ли Ка-шинга, и восемь внуков.
Ли умер вечером 17 марта 2025 года в возрасте 97 лет.